# گیلم مولینا
گیلم مولینا (انگلیسی: Guillem Molina؛ زادهٔ ۳ مهٔ ۲۰۰۰) بازیکن فوتبال اهل اسپانیا است.